# Kevin Cook
Kevin Cook (21 gennaio 1957) è un ex tennista statunitense.

## Carriera
Nel 1981 ha raggiunto la finale di doppio al San Luis Potosí Challenger, in coppia con il connazionale Rich Andrews, perdendo 5-7, 6-3, 7-6 da Brad Drewett e George Hardie.